# Таянович, Вениамин Игоревич
Вениамин Игоревич Таянович (6 апреля 1967, Уфа, Башкирская АССР) — советский спортсмен, пловец. Заслуженный мастер спорта СССР (1992). Мастер спорта СССР международного класса (1987) по плаванию.

## Биография
Родился 6 апреля 1967 года в Уфе. В 2006 году окончил Уральский институт физической культуры в Челябинске.
Воспитанник уфимского ДЮСШ ДСО «Буревестник». В 1985—1992 годах выступал за спортивный клуб армии (Самара; тренер Г. Г. Турецкий).
С 1999 года тренер по плаванию в Специализированной детской юношеской спортивной школе олимпийского резерва №18 по плаванию в Уфе.
В 2014 году основал свою школу плавания в Уфе.

## Спортивные достижения
- Чемпион мира и летних Олимпийских игр в Барселоне (1992 — в эстафете 4x200 м)
- Чемпион Европы (1991 — в эстафетах 4×100 м и 4×200 м)
- Чемпион СССР (1985 — в эстафете 4×200 м, 1989-90 — в плавании на 200 м)
- Чемпион СНГ (1992 — в эстафете 4×200 м)
- Чемпион и серебряный призёр Спартакиады народов СССР на 100 и 200 м (1991)
- Серебряный призёр чемпионата мира в эстафетах 4×100 и 4×200 м (1991)
- 3-кратный серебряный призёр Игр доброй воли (1986 — в эстафете 4×200 м, 1990 — в эстафетах 4×100 м и 4×200 м)
- Победитель Международных соревнований в Таллине и 2-й призёр матча СССР-США в плавании на 200 м (1989)
- Экс-рекордсмен мира в эстафете 4 × 200 вольным стилем.